# Педро Антоніо де Аларкон
Педро Антоніо Хоакін Мелітон де Аларкон-і-Аріса (ісп. Pedro Antonio Joaquín Melitón de Alarcón y Ariza; 10 березня 1833 — 19 липня 1891) — іспанський письменник, академік Королівської академії іспанської мови (з 1877). Один із зачинателів реалізму в іспанській літературі.

## Життєпис
Народився в дворянській родині, яка втратила статки внаслідок війни за незалежність (1808—1814).
Навчався в семінарії Сан-Торквато в Гуадісі, де у 1847 здобув ступінь бакалавра. Того ж року відвідував лекції з права в Гранадському університеті, але через матеріальну скруту був змушений у січні 1848 повернутися до семінарії, де вивчав теологію. Під час навчання у семінарії почав писати оповідання та п'єси.
У 1853 залишив семінарію заради літературної творчості та переїхав до Мадрида. Наступного року Аларкон став співзасновником газет «Відлуння Заходу» (ісп. El Eco de Occidente) в Кадісі (де, зокрема, брав участь у повстанні) та «Батіг» (ісп. El Látigo) в Мадриді.
Член політичної партії «Ліберальний союз» (від 1856).
У 1859 як солдат-доброволець вирушив на війну до Марокко.
Протягом 1860—1862 подорожував Італією та Францією.
Упродовж наступних років присвятив себе політиці. У 1863 заснував газету «Політика» (ісп. La Política)(«La Política»). Неодноразово обирався депутатом від Гуадіса (1864, 1865, 1871, 1872) та Гранади (1869). Був сенатором від Гранади (1876, 1877). У 1869 Аларкона було призначено повноважним послом Іспанії в Швеції та Норвегії. Однак він відмовився від посади заради депутатства в Установчих кортесах. Його підпис стоїть під прийнятою Установчими кортесами Конституцією 1869. У 1875—1881 обіймав посаду члена Державної ради Іспанії.
У 1877 Аларкона було обрано академіком Королівської академії іспанської мови. Вступна промова обраного академіка називалася «Про мораль у мистецтві».
В останні роки життя відійшов від політики, займався літературною творчістю.

## Творчість
Починаючи з 1855 Аларкон активно публікував статті політичного та літературного змісту в журналах та газетах. Перша драматична п'єса «Блудний син» (ісп. El hijo prodigo, 1857) була схвально прийнята публікою (на відміну від реакції театральних критиків).
Оповідь про війну в Марокко лягла в основу «Щоденника свідка африканської війни» (ісп. Diario de un testigo de la guerra de África, 1959), що мав успіх у читачів (наклад першого видання сягав 50 тисяч примірників). Враження від мандрівок Європою опубліковано в книгах «З Мадрида до Неаполю» (ісп. De Madrid a Nápoles, 1861), «Альпухарра» (ісп. La Alpujarra, 1873), «Подорожі Іспанією» (ісп. Viajes por España, 1883).
Творча манера письменника зазнала еволюції від жанру хроніки до роману. Завдяки майстерності яскраво змальовувати події та органічному поєднанню щоденних нотаток із історичною ремінісценцією, його щоденники та дорожні нотатки належать до самостійного літературного жанру.
Найбільшого визнання принесла повість «Трикутний капелюх» (ісп. El sombrero de tres picos, 1874), присвячена життю іспанського суспільства початку ХІХ століття, сповнена демократичного пафосу, народного гумору та іспанського колориту. Автор використав класичний сюжет народного романсу, наслідуючи класиків.
У релігійно-філософському романі «Скандал» (ісп. El escandalo, 1875) автор захищає традиційні цінності іспанців. Цей твір став одним зі зразків реалістичного роману.
Серед літературної спадщини Аларкона:
- романи «Дитина з кулькою» (ісп. El Nino de la bola, 1880), «Блудниця» (ісп. La prodiga, 1883);
- збірки оповідань: «Маленькі національні історії» (ісп. Historietas nacionales, 1881), «Любовні оповідання» (ісп. Cuentos amatorios, 1881); «Неймовірні оповідання» (ісп. Narraciones inverosimiles, 1882);
- збірка ліричних творів «Серйозні та гумористичні вірші» (ісп. Poesias serias y humoristicas, 1870);
- збірка критичніх етюдів «Все, що було» (ісп. Cosas que fueron, 1871).

Підсумком творчості Аларкона стала «Історія моїх книг» (ісп. Historia de mis libros, 1883) — своєрідна книга-рекомендація для правильного тлумачення іншими його творів.

## Твори

### Романи та повісті
- Фінал Норми (ісп. El final de Norma, 1855)
- Трикутний капелюх (ісп. El sombrero de tres picos, 1874)
- Скандал (ісп. El escándalo, 1875)
- Немовля з кулею (ісп. El niño de la bola, 1880)
- Капітан Венено (ісп. El capitán Veneno, 1881)
- Блудниця (ісп. La pródiga, 1882)

### Збірки оповідань
| - Любовні оповідання (ісп. Cuentos amatorios, 1881) - Симфонія (ісп. Sinfonía) - Командир (ісп. La Comendadora) - Хор ангелів (ісп. El coro de ángeles) - Оповідання з життя (ісп. Novela natural) - Цвях (ісп. El clavo) - Останній череп (ісп. La última calaverada) - Ідеальна краса (ісп. La belleza ideal) - Обійми Вергари (ісп. El abrazo de Vergara) - Без кімнати (ісп. Sin un cuarto) - Чому вона білява? (ісп. ¿Por qué era rubia?) - Тік-так… (ісп. Tic... tac...) | - Маленькі національні історії (ісп. Historietas nacionales, 1881) - Алькальд-вугляр (ісп. El carbonero alcalde) - Офранцужений (ісп. El afrancesado) - Хай живе Папа! (ісп. ¡Viva el Papa!) - Іноземець (ісп. El extranjero) - Ангел-охоронець (ісп. El ángel de la guarda) - Щасти (ісп. La buenaventura) - Клавішний корнет (ісп. La corneta de llaves) - Помічник (ісп. El asistente) - Гарний улов (ісп. Buena pesca) - Два поняття про славу (ісп. Las dos glorias) - Два портрети (ісп. Dos retratos) - Король веселиться (ісп. El rey se divierte) - Кінець роману (ісп. Fin de una novela) - Квитанційна книжка (ісп. El libro talonario) - Розмова в Альгамбрі (ісп. Una conversación en la Alhambra) - Селянський рік (ісп. El año campesino) - Епізоди напередодні Різдва (ісп. Episodios de Nochebuena) - Травень (ісп. Mayo) - Відкриття та проходження мису Доброї Надії (ісп. Descubrimiento y paso del Cabo de Buena Esperanza) | - Неймовірні оповідання (ісп. Narraciones inverosímiles, 1882): - Друг смерті (ісп. El amigo de la muerte) - Висока жінка (ісп. La mujer alta) - Шість вуалів (ісп. Los seis velos) - Маври та християни (ісп. Moros y cristianos) - Рік у Шпіцберзі (ісп. El año en Spitzberg) - Є, маю та хочу (ісп. Soy, tengo y quiero) - Чорні очі (ісп. Los ojos negros) - Що ви чуєте від крісла Прадо (ісп. Lo que se oye desde una silla del Prado) |

### П'єси
- Блудний син (ісп. El hijo prodigo, 1957)

### Поезія
- Серйозні та гумористичні вірші (ісп. Poesias serias y humoristicas, 1870)

### Подорожні нотатки
- Щоденник свідка африканської війни (ісп. Diario de un testigo de la guerra de África, 1959)
- З Мадрида до Неаполю (ісп. De Madrid a Nápoles, 1861)
- Альпухарра (ісп. La Alpujarra, 1873)
- Подорожі Іспанією (ісп. Viajes por España, 1883)

### Збірки статей
- Все, що було (ісп. Cosas que fueron, 1871)

### Інші праці
- Історія моїх книг (ісп. Historia de mis libros, 1883)
- Літературно-мистецькі судження (ісп. Juicios literarios y artísticos, 1883)
- Останні твори (ісп. Últimos escritos, 1891)

## Видання українською
- Педро Антоніо де Аларкон. Друг смерті: Фантастична повість. — Тернопіль, 1929. — 80 с. Переклад здійснив В. Олан.
- Педро Антоніо де Аларкон. Трикутний капелюх: Вірогідна історія про подію, оспівану в романсах і описану тут без жодних прикрас. — Київ : Державне видавництво художньої літератури, 1958. — 79 с. Переклад здійснили Л. Добрянська та Л. Колесник.
- Педро Антоніо де Аларкон. Трикутний капелюх: Повість та оповідання. — Київ : Дніпро, 1983. — 175 с. — (Вершини світового письменства (том 45)) — 65000 прим. До збірки увійшла повість «Трикутний капелюх» та 10 оповідань (Офранцужений; Алькальд-вугляр; Ангел-охоронець; Квитанційна книжка; Розмова в Альгамбрі; Два поняття про славу; Чому вона білява?; Гарний улов; Тік-так…; Оповідання з життя). Усі переклади здійснила Женев'єва Конєва.
- Педро Антоніо де Аларкон. Офранцужений //  — Київ : Веселка, 1991. — С. 222-231. — 115000 прим. — ISBN 5-301-00863-3. Переклад здійснила Женев'єва Конєва.

## Твори Аларкона в музиці
За мотивами повісті «Трикутний капелюх» у 1896 австрійський композитор Гуго Вольф створив оперу «Суддя» (нім. Der Corregidor), а у 1919 іспанський композитор Мануель де Фалья створив однойменний балет.

## Екранізації
- Трикутний капелюх:
  -  Il cappello a tre punte (1935)
  -  Three Cornered Hat (1935)
  -  El sombrero de tres picos (1944)
  -  Revenge with Music (1951) (епізод телешоу «Musical Comedy Time»)
  -   La pícara molinera (1955)
  -  La bella mugnaia (1955)
  -  Akai jinbaori (1959)
  -  Trorogi sesir (1964)
  -  Der Dreispitz (1967)
  -  Trírohý klobouk (1971)
  -  Le tricorne (1972)

- Дитина з кулькою:
  -  Curro Vargas (1923)
  -  Historia de un gran amor (1942)
  -  Una cita de amor (1958)
  -  El niño de la bola (1972) (епізод серіалу «Novela»)
  -  La ley del monte (1976)

- Капітан Венено:
  -  Capitán Veneno (1943)
  -  El capitán Malacara (1945)
  -  El capitán Veneno (1951)
  -  Capitão Veneno (1958) (епізод серіалу «Grande Teatro Tupi»)
  -  El Capitán Veneno (1964) (епізод серіалу «Novela»)

- Скандал:
  -  El escándalo (1943)
  -  El escándalo (1964)
  -  El escándalo (1971) (епізод серіалу «Novela»)
  -  El escándalo (1977)

- Блудниця:
  -  La pródiga (1945)
  -  La pródiga (1946)
  -  La pródiga (1971) (епізод серіалу «Hora once»)
  -  La pródiga (1975) (20 епізодів серіалу «Novela»)

- Цвях:
  -  El clavo (1944)
  -  El clavo (1970)
  -  Der Nagel (1970)
  -  El clavo (1978) (епізод серіалу «Novela»)

- Фінал Норми:
  -  La hija del cielo (1943)

- Щасти:
  -  La buenaventura (1958) (епізод серіалу «Cuentos y leyendas»)

- Хор ангелів:
  -  Coro de ángeles (1971) (епізод серіалу «Novela»)

- Квитанційна книжка:
  -  El libro talonario (2007)